# Karel Klapálek
Karel Klapálek (ur. 26 maja 1893 w Nowym Mieście nad Metują, zm. 18 listopada 1984 w Pradze) – czechosłowacki generał, żołnierz Korpusu Czechosłowackiego, Bohater Czechosłowackiej Republiki Socjalistycznej (1968).

## Życiorys
Urodził się w rodzinie kolejarza. W 1911 ukończył gimnazjum i później pracował jako księgowy Kralupach, w 1915 został powołany do armii i skierowany na front wschodni. We wrześniu 1915 dostał się do rosyjskiej niewoli, gdzie w 1916 wstąpił do Drużyny Czeskiej – prekursora późniejszego Korpusu Czechosłowackiego. W 1917 walczył w bitwie pod Zborowem. Na froncie zachorował na gruźlicę, w związku z czym został zwolniony z dalszej służby. Później przeszedł szlak bojowy Korpusu Czechosłowackiego przez Syberię, po czym statkiem zwrócił do ojczyzny. W czerwcu 1920 został czechosłowackim oficerem zawodowym w stopniu kapitana, pełnił wiele funkcji w armii, służył m.in. w Użhorodzie, gdzie poznał Ludvíka Svobodę. W listopadzie 1937 został zastępcą dowódcy pułku piechoty w Brnie, w 1938 podczas mobilizacji dowodził 51 pułkiem piechoty w Czeskich Budziejowicach, w lipcu 1939 po zajęciu Czech przez III Rzeszę zwolniony z armii. Włączył się wówczas w działalność konspiracyjną organizacji Obrona Narodu i został dowódcą jej oddziału w Czeskich Budziejowicach, jednocześnie w cywilu kierował miejscowym urzędem ewidencji działalności gospodarczej. W maju 1940, zagrożony aresztowaniem przez gestapo, które wpadło na jego trop, opuścił kraj i przez Słowację, Węgry, Jugosławię i Turcję dotarł na Bliski Wschód, gdzie w czerwcu 1940 został zastępcą dowódcy 4 czechosłowackiego pułku piechoty w Palestynie.
Od października 1941 do kwietnia 1942 wraz z pułkiem brał udział w bitwie o Tobruk i walkach z wojskami niemieckimi i włoskimi w Libii, we wrześniu 1943 został zastępcą dowódcy 1 Czechosłowackiej Brygady Pancernej w Wielkiej Brytanii, od marca do sierpnia 1944 kierował wydziałem Ministerstwa Obrony Narodowej w Londynie, później został włączony w skład I Czechosłowackiego Korpusu Armijnego walczącego u boku Armii Czerwonej, gdzie objął dowództwo 3 Czechosłowackiej Samodzielnej Brygady, a 3 kwietnia 1945 całego korpusu. Uczestniczył w operacji karpacko-dukielskiej i w walkach o wyzwolenie Słowacji i Moraw, był dwukrotnie ranny. W maju 1945 wziął udział w paradzie wojskowej na Placu Wacława. Następnia dowódca 1 Okręgu Wojskowego w Pradze w stopniu generała dywizji, 20 lutego 1947 awansowany do stopnia generała armii, jednak wraz z postępującym upartyjnieniem czechosłowackiej armii jego pozycja ulegała osłabieniu. W lutym 1948 wraz z gen. Svobodą brał udział w posiedzeniu założycielskim Wykonawczego Komitetu Wyborczego Frontu Narodowego, którego działalność była postrzegana jako wsparcie dla KPCz podczas kryzysu rządowego. W czerwcu 1948 został członkiem KPCz. W 1949 odznaczono go Orderem Białego Lwa „Za zwycięstwo”. W lutym 1951 jako „niegodny zaufania” i niewiarygodny politycznie został zmuszony do przejścia na emeryturę, a 20 listopada 1952 aresztowany i internowany w Valdicach, w 1953 usunięty z partii, w lutym 1954 zdegradowany, a w listopadzie 1954 skazany na 6 lat pod zarzutem sabotowania w armii programu władz. W kwietniu 1956 za wstawiennictwem Chruszczowa, Żukowa i Koniewa został wypuszczony i objęty wojskową rehabilitacją. W 1968 został zrehabilitowany politycznie i uhonorowany tytułem Bohatera Czechosłowackiej Republiki Socjalistycznej.